# لويجي بيكالي
لويجي بيكالي (19 نوفمبر 1907 - 29 أغسطس 1990)، هو أول إيطالي يفوز بميدالية ذهبية أولمبية في الجري، في 1500 متر في دورة الألعاب الأولمبية الصيفية لعام 1932، وأول إيطالي يفوز بلقب بطولة أوروبا في ألعاب القوى. 

## روابط خارجية
- لويجي بيكالي  على موقع SportsReference  - سبورتس رفرنس